# Miedna (obwód brzeski)
Miedna, Miedno (biał. Медна) – wieś (agromiasteczko) na Białorusi, położona w obwodzie brzeskim w rejonie brzeskim w sielsowiecie znamienieckim, 20 km na południe od Brześcia i 7,5 km na wschód od granicy z Polską.
Siedziba dwóch parafii prawosławnych (w dekanacie brzeskim rejonowym) – pw. Przemienienia Pańskiego i pw. Trzeciego Odnalezienia Głowy św. Jana Chrzciciela.

## Historia
Wieś magnacka położona była w końcu XVIII wieku w powiecie brzeskolitewskim województwa brzeskolitewskiego. 
Wieś znajdowała się w granicach przedwojennej Polski i była siedzibą gminy Miedna w województwie poleskim w latach 1921–1939.
W miejscowości znajduje się cerkiew Przemienienia Pańskiego z XVIII wieku i muzeum etnograficzne. Trwa budowa drugiej cerkwi. Na północny wschód od wsi znajduje się kompleks stawów Stradecz o powierzchni 800 ha, a na południowy zachód nad jeziorem Białym położone jest centrum turystyczne.
W 2010 r. miejscowość otrzymała status agromiasteczka.